# 두프 하루마

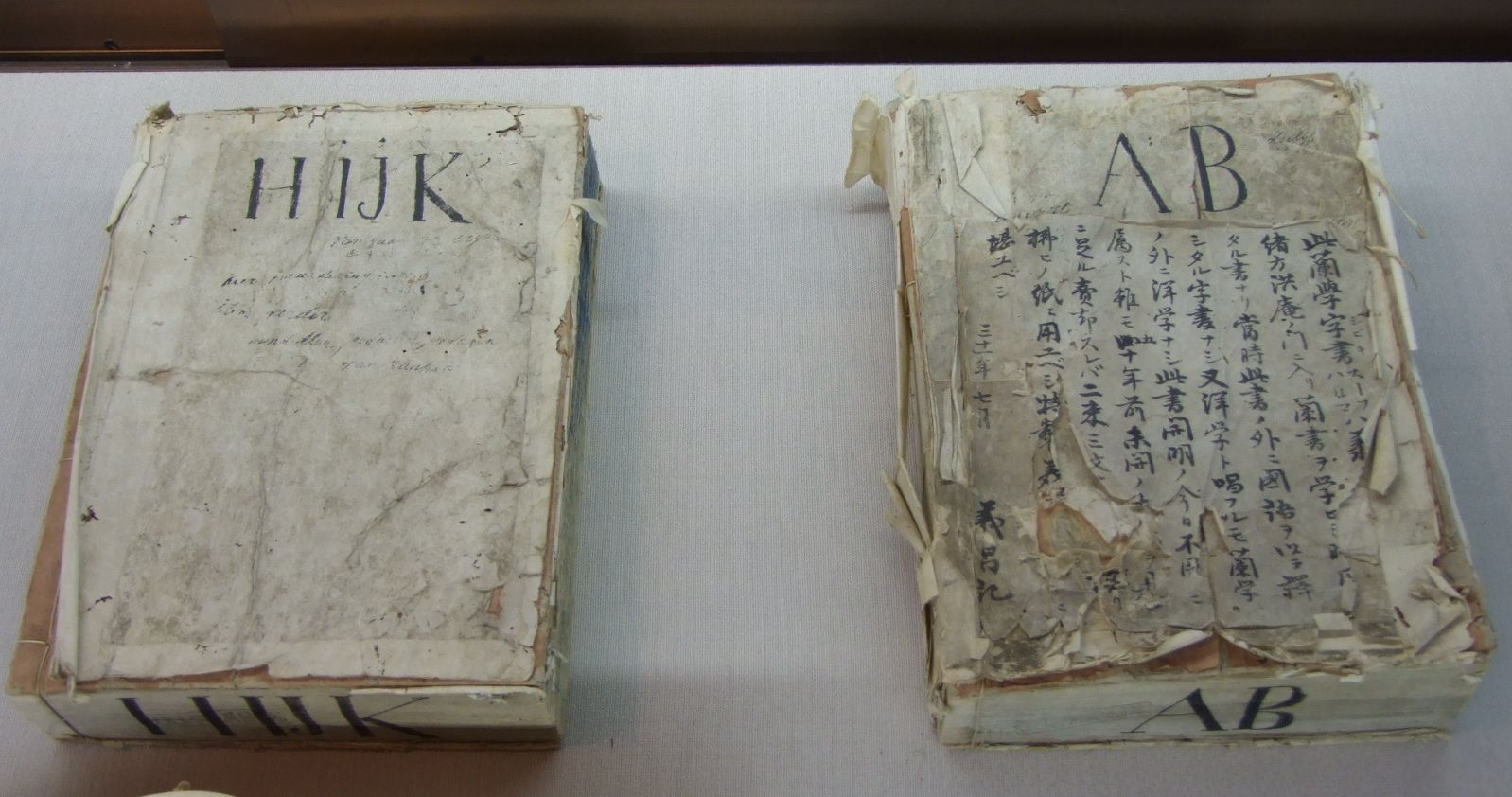
두프 하루마

두프 하루마 (ドゥーフ・ハルマ, Doeff-Halma Dictionary, 通布字典, 道訳法児馬, ヅーフ・ハルマ, ズーフ・ハルマ)는 에도 시대 후기에 편찬 된 네덜란드어-일본어 사전. 통칭으로는 '나가사키 하루마', '道富ハルマ'였다. 1833년에 완성되었고 하루마와게 (에도 하루마)처럼 프랑소와 할마의 난불사전을 저본으로 편찬되었다. 약 50,000 단어 수록. 전 58권.

## 요약
네덜란드가 프랑스에 점령되어 귀국하지 못하고 데지마에 장기체류중이던 네덜란드 상관장의 헨드릭 두프(Hendrik Doeff)가 편찬했다. 처음엔 사적인 작업이었지만 나중엔 막부의 요청을 받아 정식으로 작업했다. 나카야마(中山作三郎), 요시오(吉雄権之助/介), 야마토키(山時十郎), 이시바시(石橋助十郎) 등 나가사키 통사 11명의 협력으로 1816년부터 본격적으로 편찬을 시작했다. 두프는 1817년 귀국했을 때 A-T까지 작업이 진행된 상태였다. 남은 이들이 작업하여 1833년 완료되었다.
하루마와게처럼 난불사전의 ABC 순서로 정리된 네덜란드어 표제어에 프랑스어 뜻풀이 부분을 무시하고 일본어 대역을 적어넣었다. 문어 (언어)보다 구어를 중요하게 실었고 예문도 다수 포함했다.
두프 하루마는 인쇄 간행되지 않고 필사되었다. 그래서 33부 전후만이 만들어졌고 3000페이지가 넘기 때문에 매우 귀중한 책이었다. 시마즈 시게히데에게 봉헌되었다.

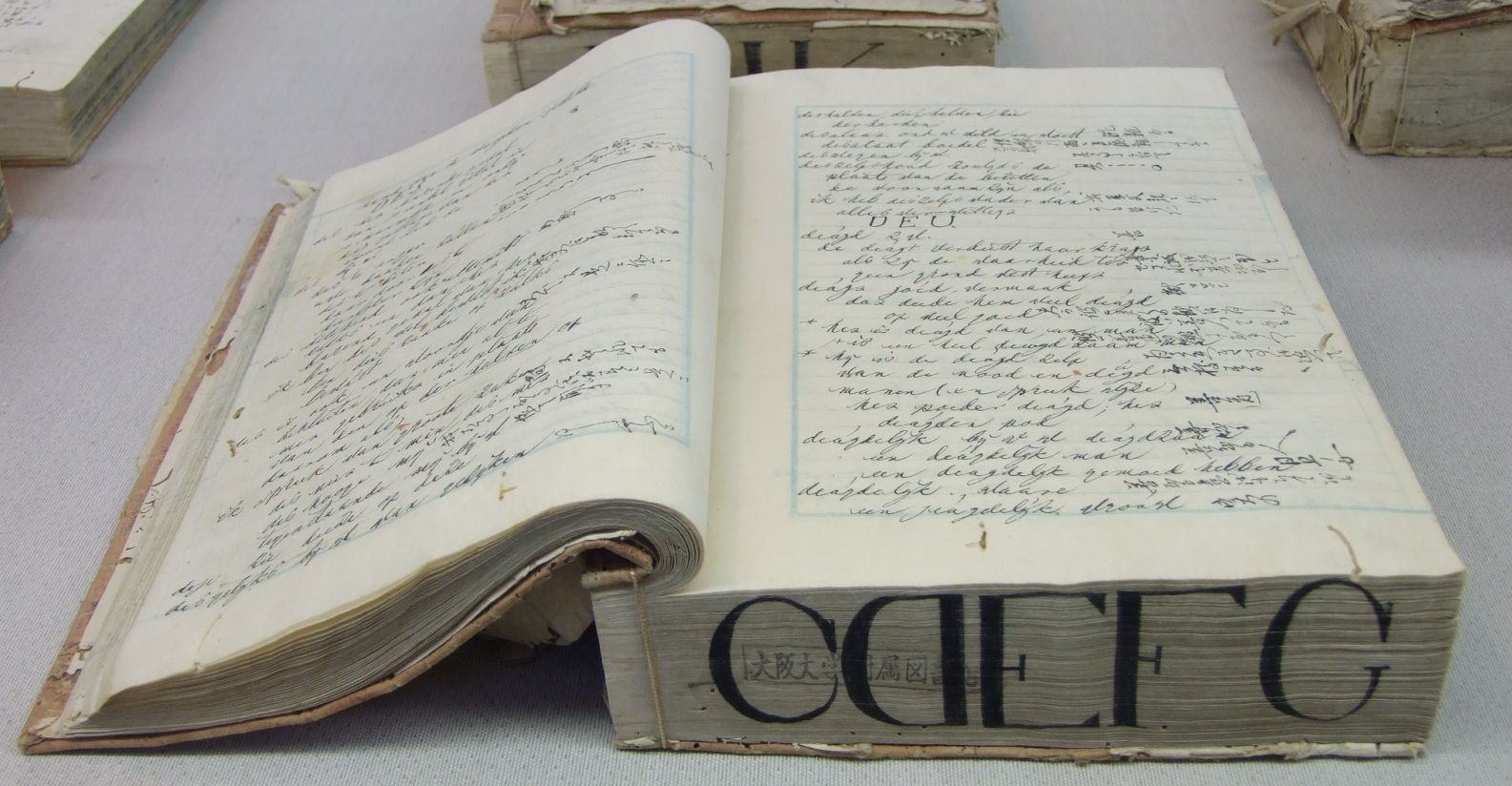
C ~ G 권

두프 하루마는 나가사키 부교를 통해 에도 막부에도 헌상되어 여러 번에도 알려졌다. 그러나 서양 정보 유통을 싫어한 막부는 출간을 허락하지 않았다. 난학의였던 카츠라(桂川甫周) 등이 서양 기술 유입에 필수적이라고 강하게 주장하였고 1853년 페리 내항시에도 도움이 되었기 때문에 1854년 출간이 승인되었다. 1855년엔 다른 사전인 "Nedreduitsch Taalkundig Woordenboek 1799-1811" 등도 참고하여 내용이 보완된 5만 어휘의 화란자휘『和蘭字彙』도 출간된다.

## 일화
1849년 마쓰시로번사인 난학자 사쿠마 쇼잔은 가록을 반납하고 운영비용을 확보하기 위해 두프 하루마 출간 계획을 세워 번주인 사나다(真田幸貫)에게 상서를 올려 어학과 기술 습득의 중요성을 설파했다. 사쿠마 쇼잔은 자신이 아는 신어들을 추가한 증정하란어휘『増訂荷蘭語彙』의 초기형태를 만들기도 했다. 하지만 출간되진 않았다.
난학에 뜻을 둔 25세의 가쓰 가이슈는 가난해서 두프 하루마를 필사하기로 했다. 赤城玄意에게 년 10량(현재 가치로는 120~130만엔 수준)을 내고 필린 뒤 번지지 않는 잉크와 새 깃털로 직접 펜을 만들어가며 1년간 2본의 사본을 만들었다. 이중 하나를 팔아 학비로 쓰고 또 하나는 공부용으로 소장했다. 이 사본을 산 사람은 스승인 나가이(永井青崖)라는 설이 있고 금액은 30량 혹은 60량이었다고 한다.
두프 하루마는 이렇게 귀중해서 당시 최고의 평판을 가졌던 난학숙인 오가타 고안의 데키주쿠에도 일부 밖에 없었다. 그래서 두프방이라는 이름을 붙인 방에 별도로 보관했고 여기서 사전을 보기 위해 서로 다투던 일화를 후쿠자와 유키치가 술회한 바 있다. 외부의 사본 요청은 학생들의 좋은 수입원이었다.
우다가와(宇田川榛斎)에게 배운 츠보이 신도(坪井信道) 역시 두프 하루마를 필사했다.
이토(伊東玄朴)의 난학숙 상선당(象先堂)에 두프 하루마 21권이 있었는데 사노 쓰네타미가 그걸 빼내어 30량에 팔아버렸다는 말이 있었다. 高橋克彦는 이것이 낭설이라고 본다.
1862년에는 두프 하루마나 하루마와게 등의 난일사전 뿐 아니라 영란란영사전인 "A New Pocket Dictionary of the English-Dutch and Dutch-English Languages" (1857)을 저본으로 삼은 영어사전인 영화대역수진사전『英和対訳袖珍辞書』도 출간되었다.

## 소장
- 타카노 초에이 기념관 (이와테현 오슈시)[2]
- 지바 현립 사쿠라 고등학교 「鹿山文庫」(하루마와게도 소장)[23]
- 칸다 외국어대학 도서관 (神田外語大学付属図書館)[24]
- 와세다 대학 양학 문고[25] 츠보이 신도의 필사본 추정
- 시즈오카 현립 중앙 도서관 葵文庫[10]
- 가나자와 대학 부속 도서관[26]
- 기후현 오가 시립 도서관[27]
- 京都外国語大学 부속 도서관[13]
- 데키주쿠 사적 공원 (주오구 (오사카시)). 주쿠의 원 소장본은 아님.[1]
- 가가와 대학 館神原文庫[7]

- (복각) 『道訳法児馬』第1〜7巻 ゆまに書房
- (마이크로필름) 『初期日本・蘭仏独露語文献集』 雄松堂[28]